# Costera (Aramunt)
La Costera és una partida rural del terme municipal de Conca de Dalt, al Pallars Jussà, a l'antic terme d'Aramunt, en l'àmbit del poble d'Aramunt.
Els diferents trossos que la formen estan situats tots propers i en la mateixa posició: a ponent de les Eres d'Aramunt, a la dreta del riu de Carreu, els dos primers indrets que duen aquest nom són a tocar de les Eres, a migdia del cementiri d'Aramunt, i el darrer ja en la confluència d'aquest riu en la Noguera Pallaresa, al pantà de Sant Antoni. És un petit coster, que li dona el nom, així com un clot, denominat lo Reclot. Recorre els primers trams de Costera el Camí de Cap de Rans, i el darrer, el Camí del Cementiri. Inclou, entre dues parts de la Costera, el paratge de Rans.
Consta de quasi 4 hectàrees (3,9628) de terres de conreu de regadiu i de secà, trossos improductius i zones de matolls.